# Droga wojewódzka 855
Die Droga wojewódzka 855 (DW854) ist eine 39 Kilometer lange Droga wojewódzka (Woiwodschaftsstraße) in der Woiwodschaft Lublin und der Woiwodschaft Karpatenvorland in Polen. Die Strecke in den Powiaten Kraśnicki und Stalowowolski verbindet die Landesstraße DK74 mit der DK77 und zwei weiteren Woiwodschaftsstraßen.

## Streckenverlauf
Woiwodschaft Lublin, Powiat Kraśnicki
-  Olbięcin (DK74)

Woiwodschaft Karpatenvorland, Powiat Stalowowolski
-  Dąbrowa Rzeczycka (DW857)
-  Zaklików (DW856)
-  Stalowa Wola (DK77)